# Dem I. Dobrescu
Demetru Ion Dobrescu (n. 1869, Merlari-Jilava – d. octombrie 1948) a fost un jurist român, primar al Bucureștiului în perioada februarie 1929 - ianuarie 1934.

## Biografie
Dem I. Dobrescu era descendentul unei familii de transilvăneni, ajunși cel mai probabil în Țara Românească cu prilejul revoluției din 1848.
De tânăr a avut un puternic simț juridic și civic, astfel că la vârsta de numai 13 ani a pledat pentru prima oară în fața unui judecător, apărându-și consătenii contra unui arendaș.

### Studii
După absolvirea liceului „Matei Basarab” s-a înscris la cursurile Facultății de Drept din București. După absolvire, a plecat în Franța pentru specializare, luându-și doctoratul în drept în anul 1894, cu lucrarea L'évolution de L'idée de Droit.

### Activitatea profesională
Întors în țară, a lucrat un timp ca judecător la tribunalul din Iași și apoi ca procuror la tribunalul Ilfov. Calitățile sale i-au fost recunoscute prin alegerea sa ca decan al Baroului capitalei și președinte al Uniunii avocaților.

## Mandatul de primar al Bucureștilor
În 1929 a câștigat alegerile la primăria Capitalei, candidând din partea Partidului Național Țărănesc.
Primariatul lui Dem I. Dobrescu a fost punctul de plecare al procesului de modernizare al Bucureștilor. El s-a opus ideii de a se crea o nouă capitală, fie la Băneasa, conform unui proiect din epocă de a se construi Bucureștii Noi, sau chiar într-o altă regiune a țării, având în vedere că în perioada 1927-1930 se propunea mutarea capitalei la Brașov.
Dem I. Dobrescu a privit misiunea sa ca primar prin prisma urbanismului, astfel că a lărgit multe străzi, inclusiv Calea Victoriei, a construit străzi drepte, le-a îndreptat și le-a lărgit pe cele strâmbe, a construit piețe largi. Și-a publicat vederile în lucrarea Viitorul Bucureștilor, ed. Tribuna Edilitară, 1934.
În mandatul său au fost transformate și modernizate: șoseaua Dudești, strada Colonel Ghica, Șoseaua Colentina, Calea Griviței, Calea Rahovei, Calea Văcărești, Șoseaua Pantelimon etc. Au fost modernizate și mărite Piața Universității și Piața Cercului Militar. S-au executat ample lucrările edilitare de pavaj, apă, iluminare electrică și canalizare, de o amploare nemaiîntâlnită până atunci.
A înființat Muzeul Comunal pentru salvarea vestigiilor trecutului.
Deoarece râul Dâmbovița era sursa de apă potabilă pentru o mare parte dintre bucureșteni, a decis eliminarea scăldatului în râu, construind în acest scop primele ștranduri pentru adulți și ștranduri de nisip pentru copii. Tot pentru a facilita aprovizionarea cu apă potabilă, a instalat fântâni publice la toate colțurile străzilor.
A salubrizat orașul, scoțând mii de vagoane de gunoi acumulat în decursul anilor, și a plantat copaci. Spre uimirea sa, acțiunea de salubrizare s-a izbit de o puternică rezistență. În 1934, Dem I. Dobrescu nota: când luasem măsuri de curățenie în piață, negustorii bucureșteni îmi spuneau în scris: „ce este cu atâta curățenie, domnule primar; noi am trăit veacuri întregi în murdărie și am trăit mai bine decât acum în curățenie”.
Pe plan social, a înființat ceainării și adăposturi gratuite pentru iarnă, destinate oamenilor fără casă, cantine pentru săraci și muncitori. A dispus și identificarea familiilor sărace care să primească ajutor de la primărie.
Odată cu căderea guvernului național-țărănesc si venirea la putere a liberalilor conduși de Ion Gheorghe Duca, una dintre primele măsuri luate de noua putere a fost să încerce să se debaraseze de Dem I. Dobrescu, care li se părea mult prea popular. La 13 noiembrie 1933, a fost suspendat din funcție. Spre surprinderea noilor guvernanți, în București s-au declanșat valuri de proteste populare, la care s-au raliat și numeroși oameni politici influenți. Ca urmare, după o săptămână de suspendare, Dem I. Dobrescu a fost reintegrat în funcție la 26 noiembrie 1933. După asasinarea lui Duca, Carol al II-lea l-a numit ca prim ministru pe Gheorghe Tătărăscu, care l-a concediat definitiv pe primarul Dem I. Dobrescu, la 18 ianuarie 1934. Multe din ideile sale au rămas în stadiu de proiect, între care cele mai ample au fost pavarea totală a Capitalei, asanarea lacurilor și construcția metroului.
A încetat din viață în octombrie 1948, după o grea suferință care îl ținuse la pat vreme de mai mulți ani.

## In memoriam
- În amintirea sa, o stradă din București, din sectorul 1 (lângă Piața Revoluției) poartă numele de Dem I. Dobrescu. Pe acestă stradă, la nr. 4-6 se găsește Centrul Național al Cinematografiei cu Arhiva Națională de Filme[6], iar la nr. 11 se găsește Fundația Națională pentru Știință și Artă a Academiei Române.[7]